# Rue Jean-Dollfus
La rue Jean-Dollfus est une rue du 18e arrondissement de Paris.

## Situation et accès
Elle est située dans le quartier des Grandes-Carrières. Elle commence rue Leibniz et se termine boulevard Ney.
Cette rue est rattachée au conseil de quartier Moskowa-Porte de Montmartre-Porte de Clignancourt.
Trois rues débouchent rue Jean-Dollfus, toutes du côté des numéros pairs (à l'est de la rue) : la cité Falaise, la rue de la Moskova et la rue Bonnet.

## Origine du nom

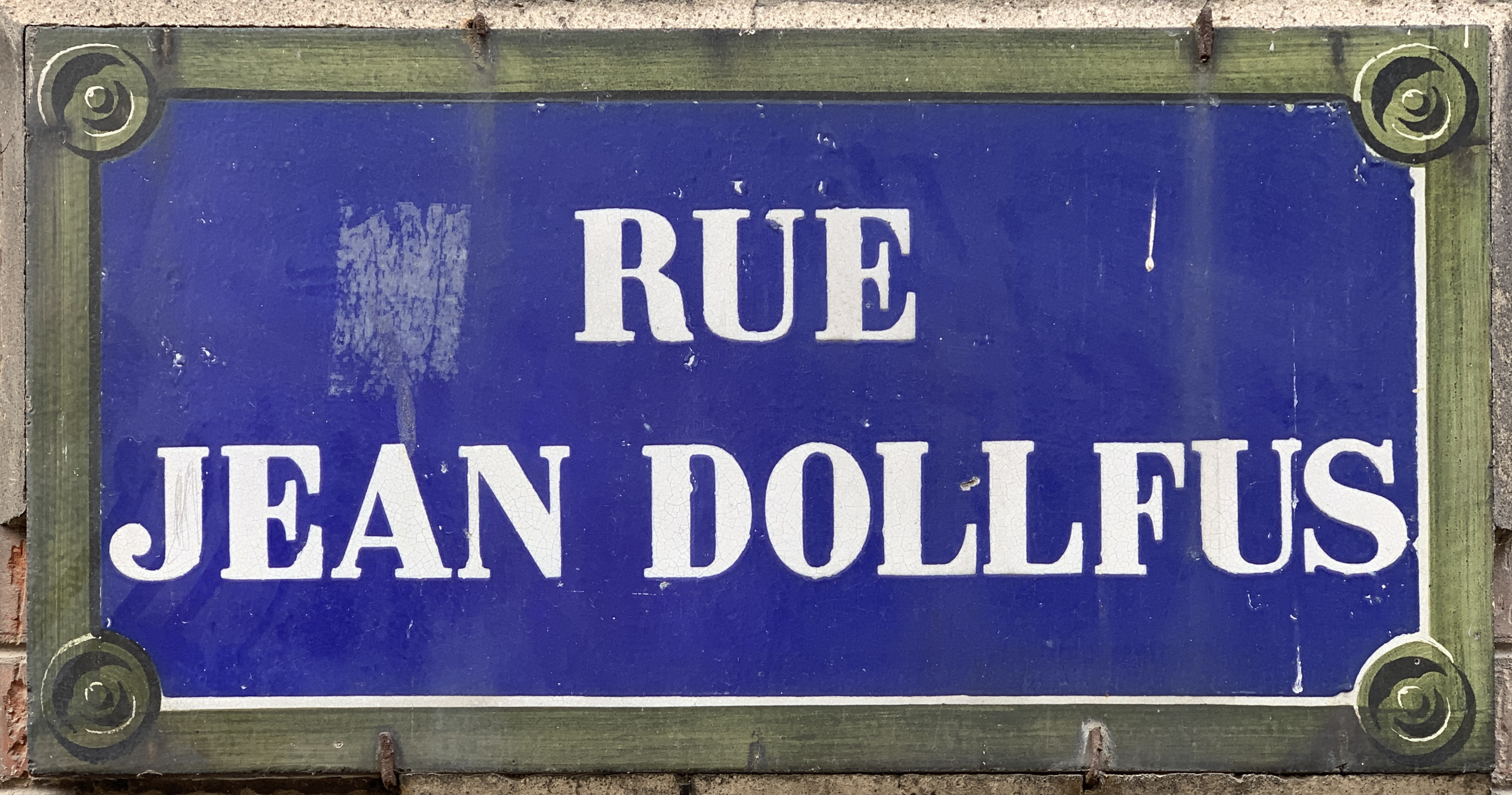
Plaque de la rue.

La rue Jean-Dollfus porte le nom de Jean Dollfus (1800-1887), célèbre industriel de Mulhouse, père des cités ouvrières en France.

## Historique
Son nom actuel lui a été attribué en 1888.
Le 30 janvier 1918, durant la première Guerre mondiale, le no 9 rue Jean-Dollfus est touché lors d'un raid effectué par des avions allemands.